# Bradići Donji
Bradići Donji är en ort i Bosnien och Hercegovina.   Den ligger i entiteten Federationen Bosnien och Hercegovina, i den centrala delen av landet, 80 km norr om huvudstaden Sarajevo. Bradići Donji ligger 188 meter över havet och antalet invånare är 512.
Terrängen runt Bradići Donji är huvudsakligen lite kuperad. Bradići Donji ligger nere i en dal. Närmaste större samhälle är Zavidovići, 7,0 km söder om Bradići Donji. 
I omgivningarna runt Bradići Donji växer i huvudsak lövfällande lövskog. Runt Bradići Donji är det ganska tätbefolkat, med 93 invånare per kvadratkilometer.